# فيضانات وسط فيتنام 2020
كانت فيضانات وسط فيتنام لعام 2020 عبارة عن سلسلة من الفيضانات في وسط فيتنام، والتي أثرت أيضًا على بعض المناطق في كمبوديا ولاوس في أكتوبر وأوائل نوفمبر 2020. وتركزت الفيضانات بشدة في العديد من المحافظات بما في ذلك تهوا تهين هويه وHà Tĩnh وكوانغ بينه وQuảng Trị. وQuảng Ngãi. نتجت الفيضانات بشكل أساسي عن الرياح الموسمية، على الرغم من تفاقمها بسبب العديد من الأعاصير الاستوائية.